# 枝陵公园
枝陵公园（Công viên Chi Lăng）是越南胡志明市的一个公园，位于第一郡𤅶犧坊，毗邻同起街，从与李自重街（đường Lý Tự Trọng）的交汇处延伸至与黎圣宗街（đường Lê Thánh Tôn）的交汇处。
该公园为矩形，面积为3,479平方米，该公园的历史可以追溯到法国殖民时期。在越南共和国期间，公园位于国家教育部办公楼旁边。

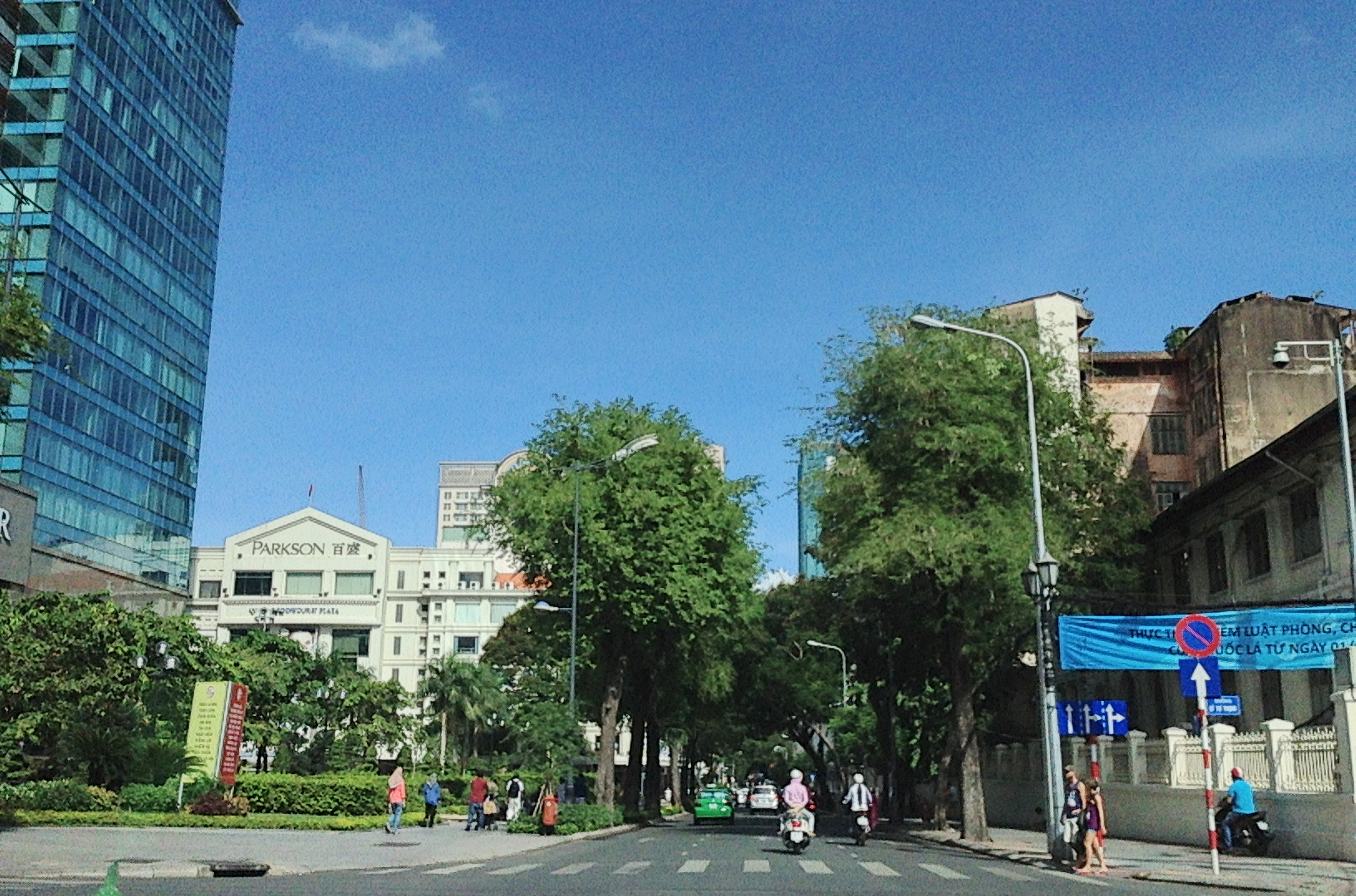
Công viên Chi Lăng (bên trái) nhìn từ ngã tư Đồng Khởi - Lý Tự Trọng

2010年，公园旁落成Vincom Center Dong Khoi大厦。市人民委员会代表请建筑部回答人们的疑问，大厦的建造是否改变了公园的景观和功能。该部门表示，已要求建筑投资者拆除许多不符合规划的部分，恢复到原始状态。但实际上，该公园的面积已经缩小，而且无法种植遮阴的大树，因为土壤层非常薄，因为其正下方是建筑物的地下室，同时是建筑物的地下室的两个紧急出口。